# Wolfisheim

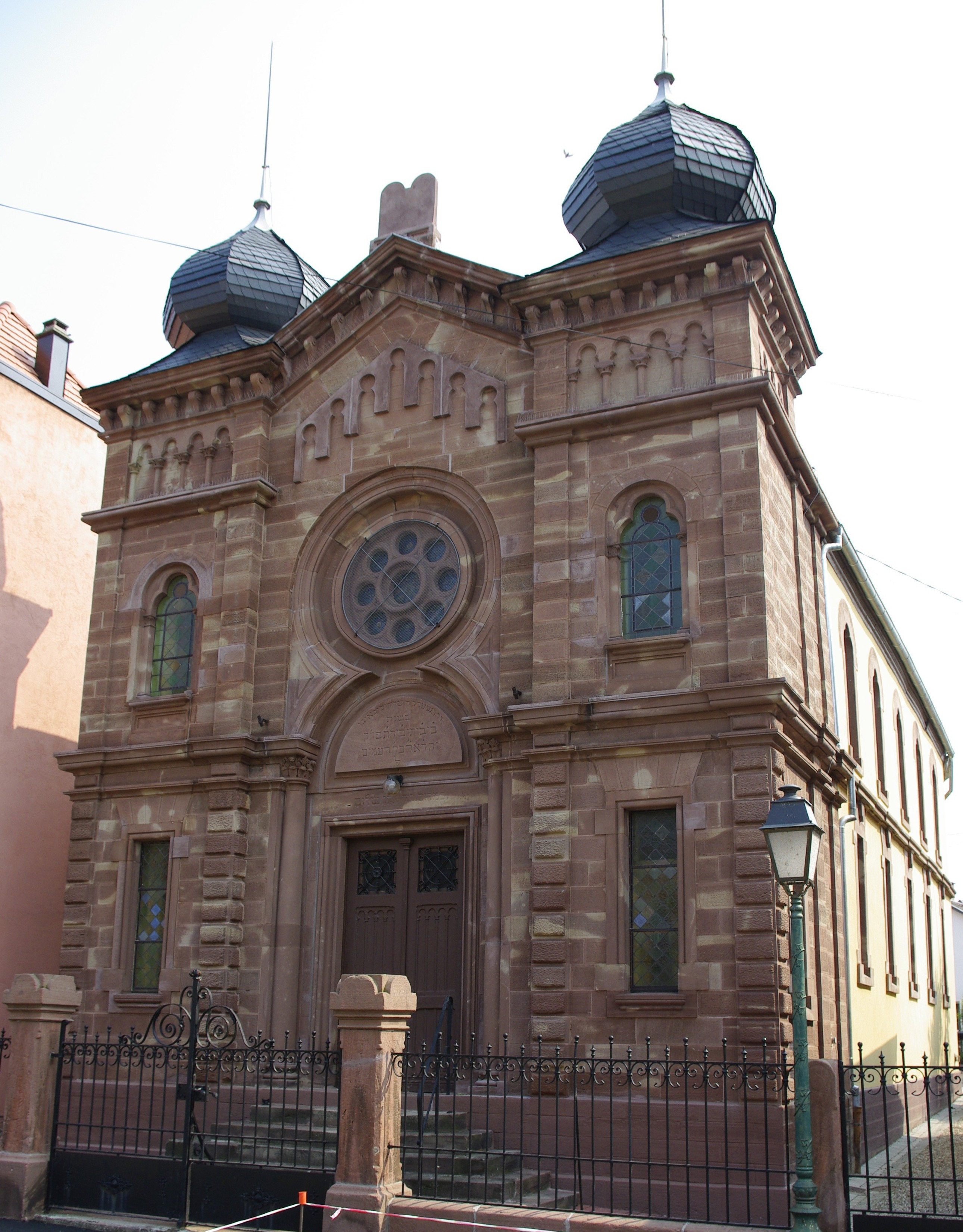
Wolfisheim's long abandoned synagogue has been recently restored

Wolfisheim là một xã thuộc tỉnh Bas-Rhin trong vùng Grand Est đông bắc Pháp.